# Malouinière du Bosc
La malouinière du Bosc ou château du Bos située à Saint-Servan commune ayant fusionné avec Saint-Malo, est une importante malouinière, ces demeures de plaisance construites par des armateurs de Saint-Malo.

## Historique
La malouinière du Bosc fut construite entre 1715 et 1718  par un armateur de la famille Magon, Pierre le Fer de la Saudre et son épouse, veuve d'un Magon de la Chipaudière. C'est l'une des plus importantes malouinières de la région de Saint-Malo, ces riches demeures de corsaires, armateurs et négriers. 
Le château de Montmarin, une autre malouinière construite 45 ans plus tard, en 1760 par Aaron-Pierre Magon du Bosq avait à cette époque le même propriétaire. Les deux demeures étaient alors situées juste en face l'une de l'autre, des deux côtés de l'estuaire.

## Architecture
La malouinière du Bosc a été construite sur le même modèle que la malouinière de la Chipaudière et la malouinière de la Balue, à l'entrée du village de Quelmer, au bord de la rivière et tournée vers la Rance, toutes deux également propriétés de la famille Magon, ce qui est assez rare.
L'ancien manoir a été transformé en communs et le logis s'ouvre par un perron et une perspective avec un tapis vert.
Dans le parc des bustes de marbre blanc importés d’Italie soulignent la rotonde du perron (évocations des Saisons), et rappellent la courbe de l’avant-corps de la façade principale. 
La malouinière, son parc et ses murs de clôture, font l’objet d’une inscription au titre des monuments historiques depuis le 19 octobre 1994.

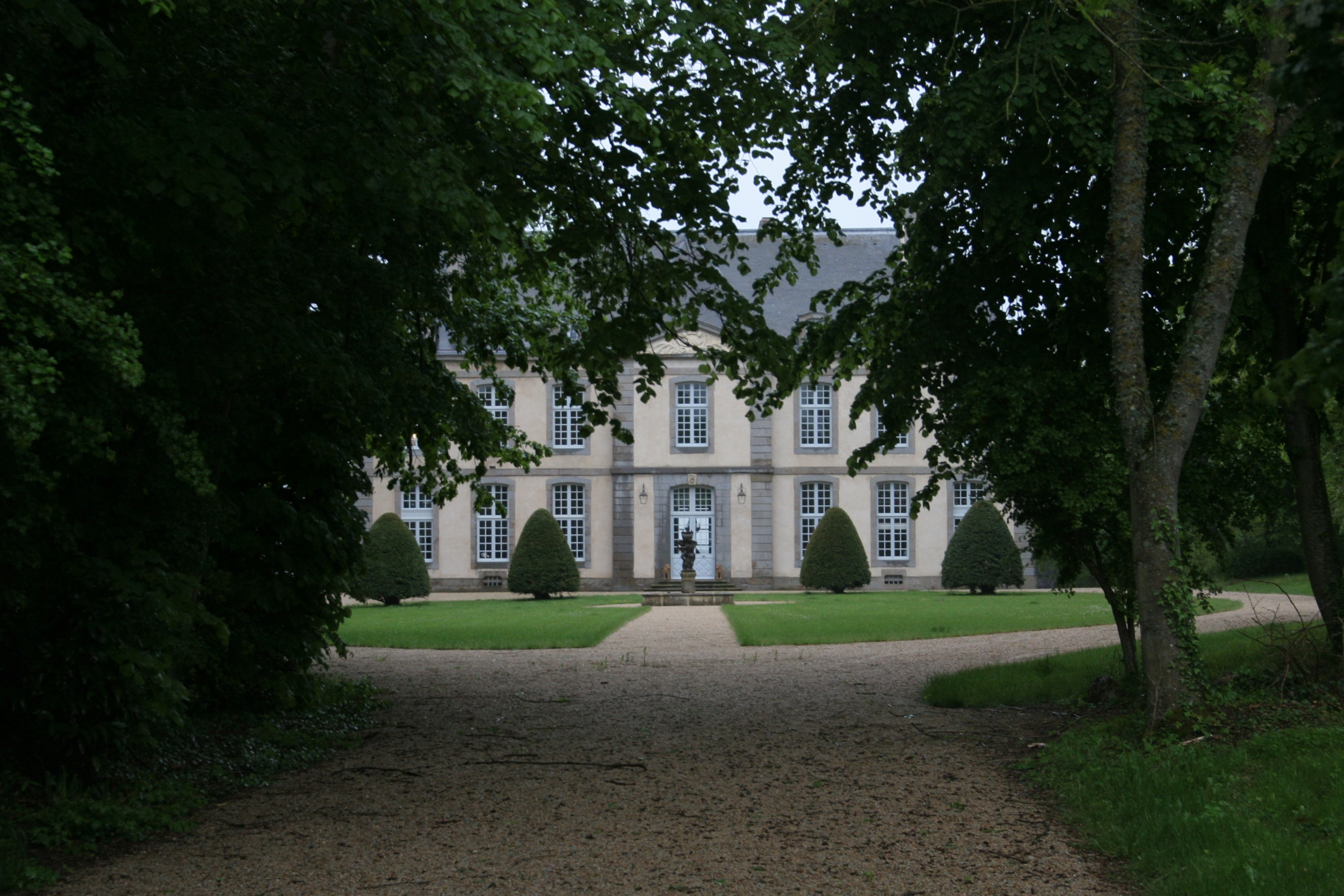
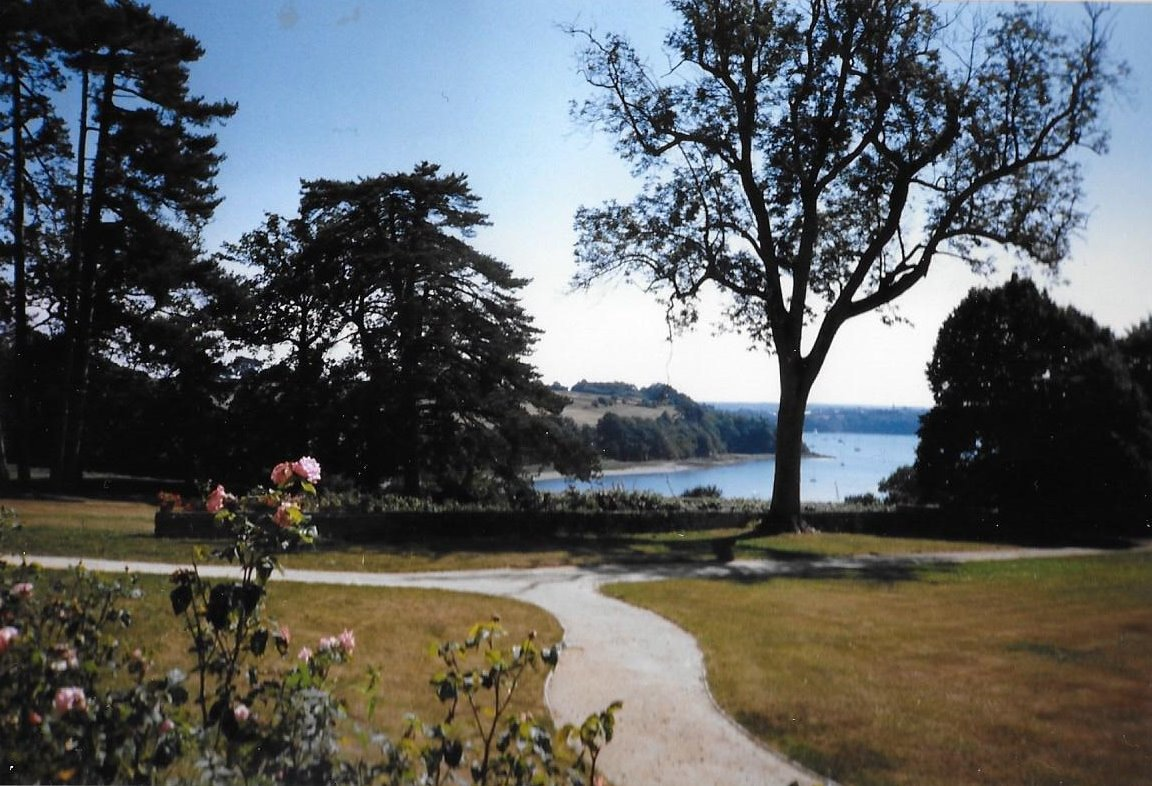
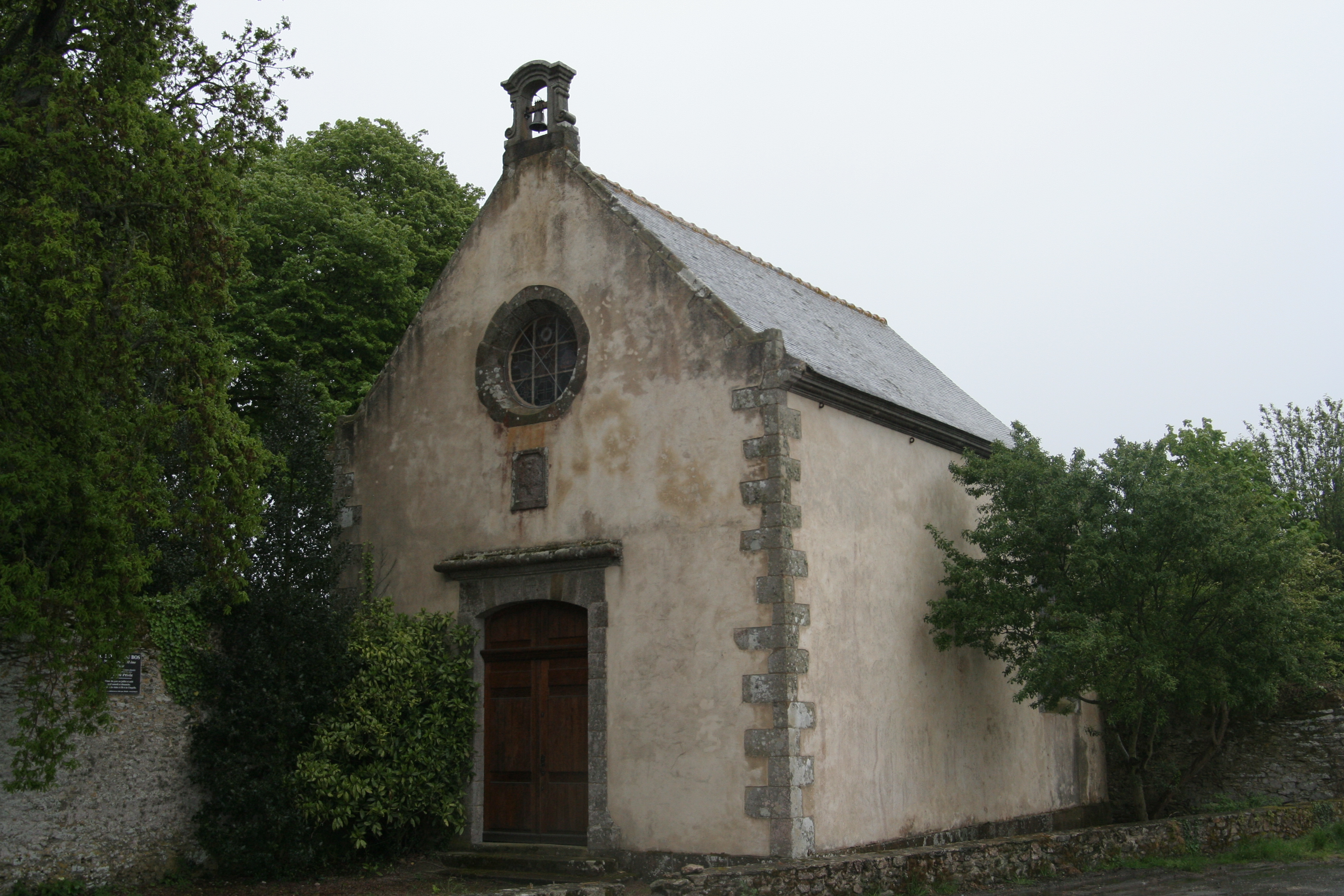
La chapelle de la malouinière